# Bognár Zoltán
Bognár Zoltán (Körmend, 1965. június 25. –) válogatott labdarúgó, hátvéd, középpályás.

## Pályafutása

### A válogatottban
1989 és 1992 között kilenc alkalommal szerepelt a válogatottban és egy gólt szerzett.

## Sikerei, díjai
- Magyar bajnokság
  - bajnok: 1990–91
- Magyar kupa
  - döntős: 1990

## Statisztika

### Mérkőzései a válogatottban
| Magyarország | Magyarország        | Magyarország                           | Magyarország   | Magyarország | Magyarország  | Magyarország | Magyarország | Magyarország |
| #            | Dátum               | Helyszín                               | Hazai          | Eredmény     | Vendég        | Kiírás       | Gólok        | Esemény      |
| ------------ | ------------------- | -------------------------------------- | -------------- | ------------ | ------------- | ------------ | ------------ | ------------ |
| 1.           | 1989. március 8.    | Budapest, Népstadion                   | Magyarország   | 0 – 0        | Írország      | vb-selejtező | -            |              |
| 2.           | 1989. április 4.    | Budapest, Népstadion                   | Magyarország   | 3 – 0        | Svájc         | barátságos   | 1            | 74'          |
| 3.           | 1989. április 12.   | Budapest, Népstadion                   | Magyarország   | 1 – 1        | Málta         | vb-selejtező | -            |              |
| 4.           | 1989. április 26.   | Taranto, Jacovone Stadion              | Olaszország    | 4 – 0        | Magyarország  | barátságos   | -            |              |
| 5.           | 1989. június 4.     | Dublin, Landsdowne Road                | Írország       | 2 – 0        | Magyarország  | vb-selejtező | -            |              |
| 6.           | 1989. szeptember 6. | Belfast, Windsor Park                  | Észak-Írország | 1 – 2        | Magyarország  | vb-selejtező | -            | 84'          |
| 7.           | 1989. október 11.   | Budapest, Népstadion                   | Magyarország   | 2 – 2        | Spanyolország | vb-selejtező | -            |              |
| 8.           | 1989. november 15.  | Sevilla, Ramón Sánchez Pizjuan Stadion | Spanyolország  | 4 – 0        | Magyarország  | vb-selejtező | -            |              |
| 9.           | 1992. május 27.     | Stockholm, Råsunda Stadion             | Svédország     | 2 – 1        | Magyarország  | barátságos   | -            | 85'          |
|              | Összesen            |                                        |                | 9            | mérkőzés      |              | 1            | gól          |